# Thomas Funck
För andra personer med samma namn, se Thomas Funck (olika betydelser).
Thomas Fredrik Georg Funck, född 26 oktober 1919 i Linköping, död 30 december 2010 i Hallingeberg, var en svensk barnboksförfattare och konstnär.

## Biografi
Funck var skapare till Kalle Stropp och Grodan Boll, som dök upp i radion 1954. Funck gjorde själv alla röster till figurerna och skapade ljudeffekter; bland annat med sin gitarr, och Plåt-Niklas robotljud gjordes med hjälp av en nagelfil i plåt. Han var långt före sin tid genom att experimentera med olika inspelningstekniker på sätt som ingen hade gjort förut. Han framförde i programmen också små visor om och med figurerna, där han själv stod för text och musik.
Den animerade filmen Kalle Stropp och Grodan Boll på svindlande äventyr, som byggde på Funcks berättelser, tilldelades 1992 ett hederspris i Cannesfestivalen.
Kalle Stropp och hans vänner fanns även under många år (producerades 1955–1960) som tecknad serie, tecknad av Nils Egerbrandt. Funck själv skrev merparten av manusen. Serien publicerades i tidskriften Veckospegeln, veckotidningen Husmodern samt serietidningen Blondie. Den repriserades sedermera i tidningarna Nalle Lufs, Goliat och Bobo och Gnuttarna.
Funck stod även för text och musik till albumet Anita & Televinkens trafikskiva som utkom 1974 
Funck gjorde även radioteatern Satelliten Zigge.
Funck var friherre i ätten Funck, far till dockskådespelaren Gustav Funck och bror till operettsångaren och regissören Hasse Funck. Funck var gift med dockmakaren och barnprogramledaren Eva Funck i andra giftet.
I Hallingeberg, där Funck var bosatt under senare år, bygger man upp en permanent utställning av hans verk.

## Filmer
- 1956 – Kalle Stropp, Grodan Boll och deras vänner (samtliga röster)
- 1987 – Kalle Stropp och Grodan Boll räddar Hönan (samtliga röster)
- 1991 – Kalle Stropp och Grodan Boll på svindlande äventyr (röster)